# Peter Krämer (Unternehmer)
Peter Krämer (* 30. Mai 1946 in Gelsenkirchen; † 7. Februar 2022 ebenda) war ein deutscher Unternehmer und der Gründer der ehemaligen Drogeriemarktkette Spinnrad.

## Leben und Beruf
Nach Realschule und Lehre zum Industriekaufmann legte Peter Krämer am Abendgymnasium in Gelsenkirchen sein Abitur ab und studierte Jura in Marburg. 1970 gründete Peter Krämer das Einzelhandelsunternehmen Spinnrad, zunächst als Einzelhandel und ab 1971 durch einen Großhandel erweitert. Er startete mit Spinnrad im Bereich Geschenkartikel. Später kamen unter seiner Führung, die Branchen Kosmetik, Wohnzubehör, Möbel und Mode hinzu. 1986 begannen die eigentliche Erfolgsgeschichte von Spinnrad und die Zusammenarbeit mit der Hobbythek und Jean Pütz, zunächst mit Rohstoffen für das Selbermachen von Kosmetik. Später folgten viele Produkte, die man in einer ökologischen Drogerie findet, dazu auch Geschenkartikel aus nachwachsenden Rohstoffen. Spinnrad ist bis heute die einzige Einzelhandelsmarke in Deutschland, die das gesamte Unternehmenskonzept prägte. Peter Krämer entwickelte Spinnrad als Marke für ein nachhaltiges und pragmatisches Ökologiekonzept, das gleichzeitig soziale Verantwortung garantierte.
Peter Krämer eröffnete Spinnrad-Filialen überall in Deutschland und praktizierte Franchising als Unterstützung für schnelleres Wachstum. 1989 wurde er als erster auf dem 4. Deutschen Franchise-Tag mit dem Deutschen Franchisepreis des Wirtschaftsmagazins Impulse geehrt. Peter Krämer war von 1996 bis 1999 Gründungspräsident von Europe’s 500, einer Organisation für die am schnellsten wachsenden Unternehmen Europas. Spinnrad gehörte 1995 bis 2000 zu dieser kontinentalen Elitegruppe. Peter Krämer absolvierte von 1996 bis 1998 das Unternehmerprogramm OPM der Harvard Business School. Im Jahr 2002 musste die Drogeriekette Spinnrad Insolvenz anmelden.
Ab Ende 2009 baut Peter Krämer die RuhrStadt Netzwerk GmbH auf, einem Portal mit Community für die Menschen der 53 Städte, die alle zusammen zur RUHR.2010 – Kulturhauptstadt Europas gehören.
Ende 2011 stieg Peter Krämer bei RuhrStadt Netzwerk aus und setzte sein umfangreiches Netzwerk in der Zusammenarbeit mit der ITNT GmbH Dorsten im Bereich Social Media ein. Er war als geschäftsführender Gesellschafter der ITNT select UG (haftungsbeschränkt) auch Partner des Unternehmens. 
Anfang 2012 startete Peter Krämer das social-media-basierte Unternehmen „entrepreneurial support“ mit dem Schwerpunkt Unternehmensfinanzierungen. Dabei begleitete er Startups, Unternehmen mit Wachstumsambitionen und Unternehmen in Schieflagen in Vorbereitung und Realisierung der angestrebten Finanzierungen. Er stand den Unternehmen außerdem als Business-Angel zur Seite.